# Association des banquiers privés suisses
L’Association des banquiers privés suisses regroupe les banques répondant à la définition légale de banquiers privés selon le droit suisse. Elle est basée à Genève (Suisse) et compte aujourd’hui cinq membres.

## Histoire
Le destin des banquiers privés est indissociable de l’histoire économique de la Suisse et de ses principales cités que sont Bâle, Berne, Genève, Lausanne, Lucerne, Neuchâtel, Saint-Gall et Zurich. Ces établissements bancaires ont généralement débuté comme maisons de commerce pour se transformer progressivement en institutions financières,.

### La naissance d'un métier
À Bâle, la Réforme de 1521 pousse de nombreux réfugiés vers la cité rhénane, où ils prospèrent dans le commerce des soieries. Un développement qui transforme la ville en place financière de premier plan pour les affaires bancaires.
À Genève, leur histoire commence vers 1550 avec l’arrivée des Huguenots qui fuient les persécutions et trouvent refuge dans la ville de Calvin, tout juste proclamée République. Issus de la bourgeoisie commerçante, ces réfugiés protestants disposent de moyens matériels importants, d’un vaste savoir-faire commercial et financier ainsi que de relais personnels dans toutes les grandes villes européennes. Ils sont présents sur les principales places marchandes internationales où ils acquièrent au fil du temps une expérience unique en matière de lettres de change, de métaux précieux et de crédits. « Dès lors les conditions étaient réunies pour que la finance genevoise se dégage des affaires strictement liées au négoce de marchandises et se développe encore davantage au-delà des frontières ».
À l’aube de la Révolution française, ces banquiers se découvrent une nouvelle vocation, dans laquelle « ils vont désormais exceller » : la gestion de fortune qui est et reste aujourd’hui encore au cœur des activités des banquiers privés suisses. « Beaucoup sont (…) des capitalistes investissant leurs propres fonds et ceux de leurs propres parents ou amis ».
C’est à cette époque, dès la seconde moitié du XVIIIe siècle, que naissent la plupart des banquiers privés suisses. Ils sont alors les acteurs les plus influents du système bancaire suisse. Leur statut revêt une forme juridique caractérisée par la responsabilité illimitée des associés. Parmi ces pionniers, on trouve :
- À Genève : Ferrier, Lullin & Cie (1795), Lombard, Odier & Cie (1796), Hentsch & Cie (1796), Pictet & Cie (1805), Mirabaud & Cie (1819), Bordier & Cie (1844), Gonet & Cie (1845), De L'harpe & Cie (1856), Pivot & Cie (1869) qui deviendra Mourgue d’Algue en 1976, Darier & Cie (1880), Tardy, Baezner & Cie (1914)[3].
- À Lausanne : Hofstetter, Landolt & Cie (1780) et Chollet, Roguin & Cie (1882).
- À Bâle : La Roche & Co. (1787), Sarasin & Cie (1841) et E. Gutzwiller & Cie (1886).
- À Berne : Marcuard & Cie.
- À Saint-Gall : Wegelin & Co (1741).
- À Zurich: Rahn Bodmer Co. (1750)[4],[1],[2], Julius Bar & Co (1890)

Cependant, confrontés à l’essor industriel de la seconde moitié du XIXe siècle, les banquiers privés ne parviennent bientôt plus à répondre à la demande croissante de financement de la part de l’économie. C’est alors que leurs premiers concurrents voient le jour. Il s’agit de banques de crédit organisées sous la forme de sociétés anonymes. À Genève, au cours du dernier quart de siècle, « la concurrence s’intensifiera encore avec l’installation (…) des premières banques étrangères », suivies au début du XXe siècle par les grandes banques suisses.
Pour renforcer leur position à l’égard de ces rivaux d’un nouveau genre, les banquiers privés créent les premiers syndicats permanents de banquiers que l’on peut considérer comme les ancêtres de l’Association des banquiers privés suisses. Après le Quatuor (1840), puis l’Omnium (1849), ils fondent l’Union financière de Genève (1890) qui se perpétuera jusqu’en décembre 2013 « sous la forme du Groupement des banquiers privés genevois ».
À Bâle, où ils apparaissent plus tard qu’à Genève, c’est-à-dire vers le milieu du XIXe siècle, les banquiers privés sont à l’origine de la création de la Société de Banques Suisses (SBS, fusionnée en 1998 avec l’UBS). À cette époque, ils se constituent sous la forme de deux syndicats d’émissions baptisés respectivement « Bankverein » pour le premier et « Kleiner Bankverein » pour le second. Le premier de ces syndicats fondera en 1872 la « Basler Bankverein » dont est issue en droite ligne la SBS, et le second créera la « Basler Handelsbank » qui sera rachetée par la SBS en 1945,. 

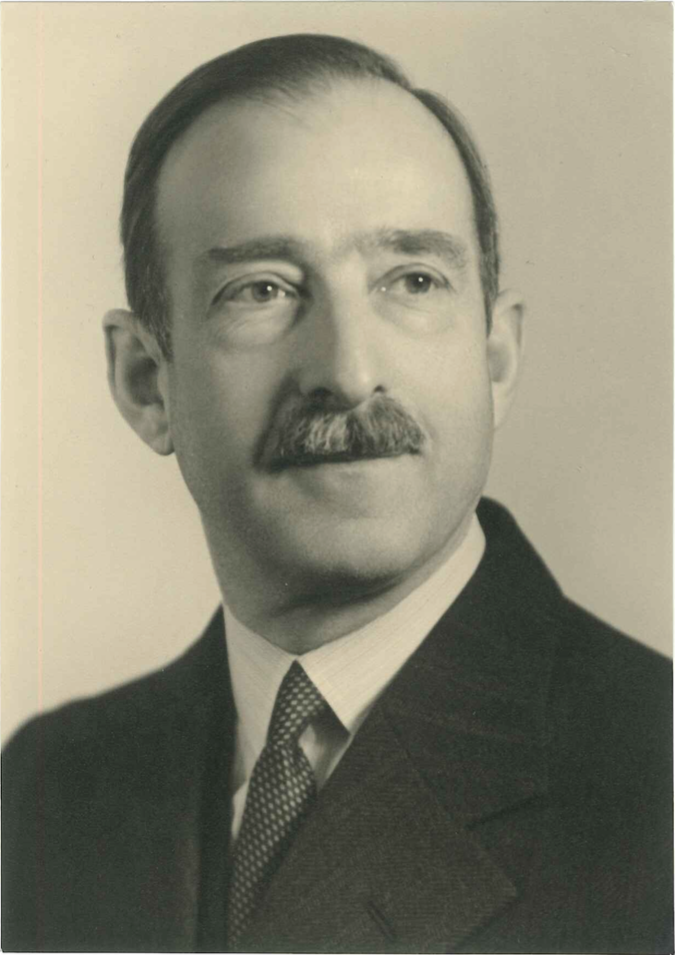
Max Ernst Bodmer, le premier Président de l'Association (1934)

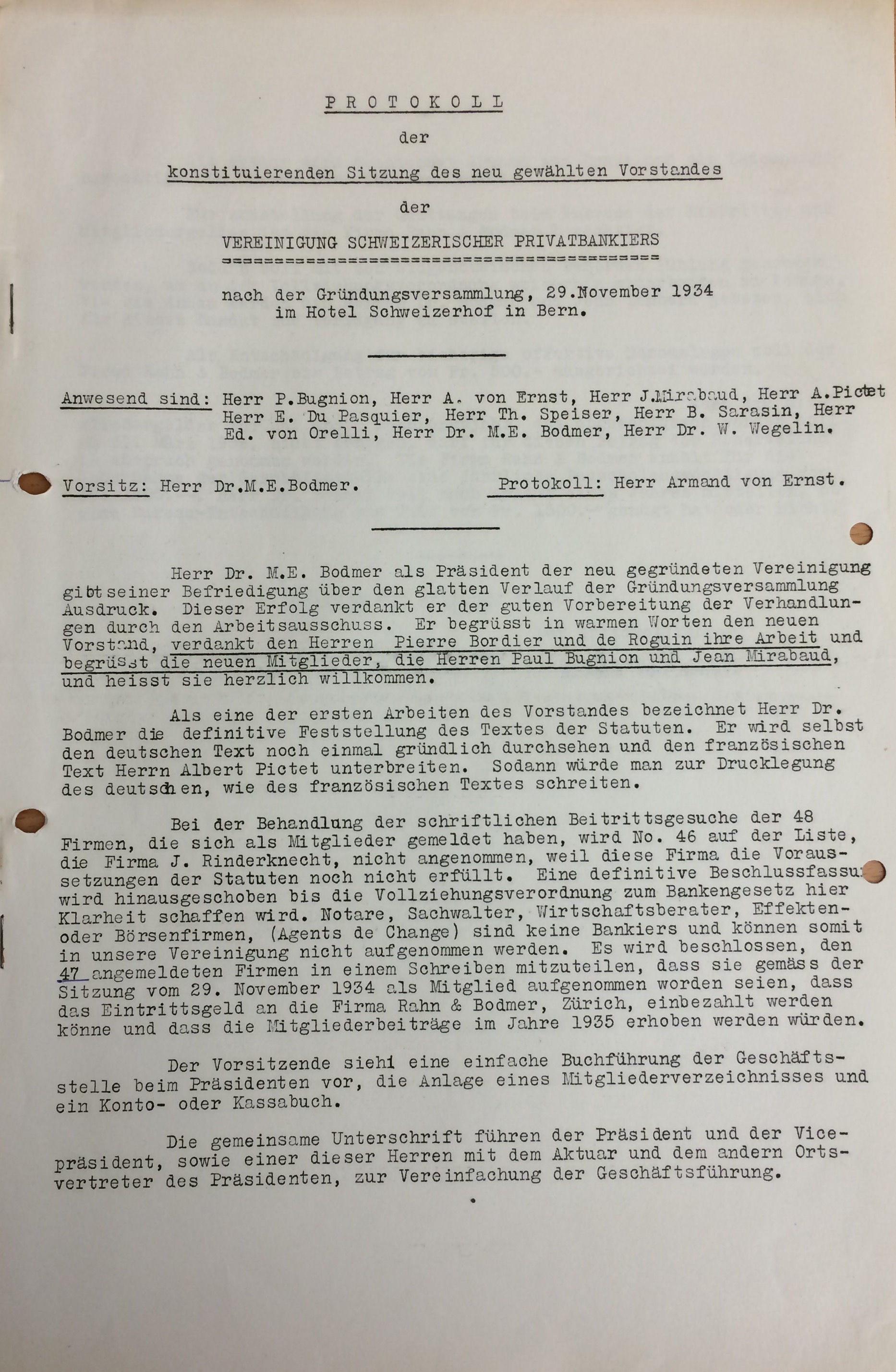
Extrait du procès-verbal de fondation (1934)

### Création de l'Association des banquiers privés suisses
À la suite de l’adoption le 8 novembre 1934 de la nouvelle la Loi fédérale sur les banques et les caisses d’épargne, qui reconnaît le statut particulier des banquiers privés tout en exigeant « une collaboration plus étroite » entre eux, l’Association des banquiers privés suisses est fondée à Berne le jeudi 29 novembre 1934. Elle a pour but de représenter « les intérêts professionnels des banquiers privés ». Elles sont alors 48 maisons de banque à introduire une demande d’adhésion. L'association est créée sous l'impulsion de Walter Bär, président de la banque suisse Julius Bär.

### L'âge d'or de la gestion de fortune privée
Si la première moitié du XXe siècle, marquée par deux conflits mondiaux, un krach boursier en 1929 et une dépression économique, est « une période difficile pour les banquiers privés », la fin de la Seconde Guerre mondiale permet à ces derniers de prendre un essor inédit et de se profiler comme « spécialistes reconnus de la gestion de fortune ». Plusieurs facteurs sont à l’origine de ce succès : le fait que la Suisse soit restée à l’écart des conflits qui ont ravagé l’Europe, « l’exceptionnelle stabilité politique du pays » et l’accélération dans les années 1980-1990 de la désintermédiation bancaire et financière, ainsi que la mondialisation des marchés financiers, leur déréglementation et la libéralisation des flux de capitaux. Ces développements ont ainsi dopé l’activité de gestion de fortune,,.
Cette deuxième moitié de XXe siècle assiste aussi, paradoxalement, à un important mouvement de consolidation du secteur. Les statistiques de la Banque nationale indiquent encore 81 banquiers privés en Suisse à fin 1941, alors qu’ils ne sont plus que 17 en l’an 2000 sur l’ensemble du territoire suisse, Cette consolidation revêt trois formes distinctes.
Premièrement, plusieurs banquiers privés sont repris par de grandes banques suisses, à l’image d’Ehinger & Co. à Bâle ou de Ferrier Lullin & Cie à Genève. Deuxièmement, certains banquiers privés changent de statut et se muent en sociétés anonymes, cotées en Bourse ou non, principalement pour faire face à des problèmes de succession ou financer leur croissance, à l’instar de la Banque Julius Baer & Cie en 1975, de la Banque Vontobel en 1984 ou de la Banque Sarasin en 1986. Et troisièmement, certains banquiers privés disparaissent, à l’image de la banque genevoise Leclerc & Cie (banquier privé qui avait repris la banque de l'Harpe et Cie créée en 1856), qui se voit contrainte de fermer ses portes en 1977, ou encore de la saint-galloise Wegelin & Co, qui doit céder en 2012 l’essentiel de ses activités au groupe Raiffeisen à la suite d’un différend fiscal entre les autorités judiciaires des États-Unis et de nombreuses banques suisses,
Ce mouvement de consolidation n’empêche pourtant pas la naissance de nouveaux banquiers privés, à l’exemple de Reichmuth & Co à Lucerne fondée en 1996  et qui intégrera l’Association des banquiers privés suisses en 2003.

### Une forme juridique spécifique
Fin 2012, l’Association des banquiers privés suisses compte 12 membres, et en perd encore cinq. Pour s'adapter aux exigences des places financières internationales qui comprennent mal le modèle traditionnel suisse du banquier privé,,, une partie des banquiers privés « rompent avec un modèle historique âgé de plus de 200 ans » et changent de statut pour se muer en sociétés anonymes. C'est le cas de la banque Landolt & Cie en janvier 2013,, suivie en février 2013 par Pictet & Cie et Lombard Odier & Cie,,,,,,.
Mirabaud & Cie et La Roche & Cie les imitent quelques mois plus tard,,,,,. En février 2016, c’est au tour de Gonet & Cie de renoncer à la forme juridique du banquier privé pour se muer en holding structurée en société anonyme,. Avec pour conséquence que ces banques ne répondent plus désormais à la forme juridique exigeante du banquier privé indéfiniment responsable des engagements de sa banque,.
Une nouvelle entité baptisée Association de banques privées suisses est fondée le 1er janvier 2014. Ses statuts permettent d’accueillir aussi bien ces nouvelles sociétés anonymes que les banquiers privés traditionnels,.
L’Association des banquiers privés suisses perdure pour sa part, et compte encore dix membres en 2013, contre six en 2017,.
Le groupe Bordier & Cie change de forme juridique pour devenir une société en commandite par actions au 30 juin 2020.

### La marque collective «Banquier privé» et «Banquiers privés»
En Suisse, le terme « banquier privé » répond à une définition stricte mentionnée dans la Loi fédérale sur les banques : il s'agit des banques qui revêtent la forme juridique de la raison individuelle, de la société en nom collectif, en commandite ou en commandite par actions. Le statut particulier conféré aux banquiers privés se justifie par la présence dans leurs rangs d'un ou de plusieurs associés indéfiniment responsables des engagements de la banque,,,,. Ce statut est l'une de leurs caractéristiques essentielles.
Ce terme se confond souvent avec celui de « banque privée », utilisé pour définir des banques - la plupart du temps organisées sous la forme de société anonymes - dont l'activité principale consiste en la gestion de fortune. Ainsi pour éviter l'utilisation erronée du terme « banquier privé » par des personnes ou des établissements qui ne respectent pas les conditions légales, l'Association des banquiers privés suisses dépose-t-elle en 1995 la marque collective « Banquier privé » et « Banquiers privés » et ses variantes linguistiques auprès du registre des marques de  l'Institut fédéral de la propriété intellectuelle,. Depuis lors, l'association détient la titularité exclusive de cette marque en Suisse,.

## Liste des banques membres
- Baumann & Cie
- Bordier & Cie
- E. Gutzwiller & Cie
- Rahn+Bodmer Co.
- Reichmuth & Co